# Brenda Graff
Brenda Graff, född 20 juli 1994 i San Juan, är en argentinsk volleybollspelare (center). Herrera spelar för Argentinas landslag. Hon deltog hon vid VM 2022 och med dem har hon tagit medalj vid Sydamerikanska mästerskapen 2021 och 2023 samt vunnit Panamerikanska cupen två gånger. Hon har under större delen av sin karriär spelat med klubblaget Club de Gimnasia y Esgrima La Plata, men har sedan 2022 även spelat i Europa och Peru. Hon har en system, Ailin Graff, som även hon spelar volleyboll på hög nivå.